# Franz Tiefenbacher
Franz Tiefenbacher (ur. 16 września 1942 w Weissenbach an der Triesting) – austriacki saneczkarz, uczestnik Zimowych Igrzysk Olimpijskich 1964.
Podczas igrzysk rozgrywanych w 1964 roku wziął udział w konkurencji jedynek, w której zajął 8. pozycję.